# 커스티 맥콜

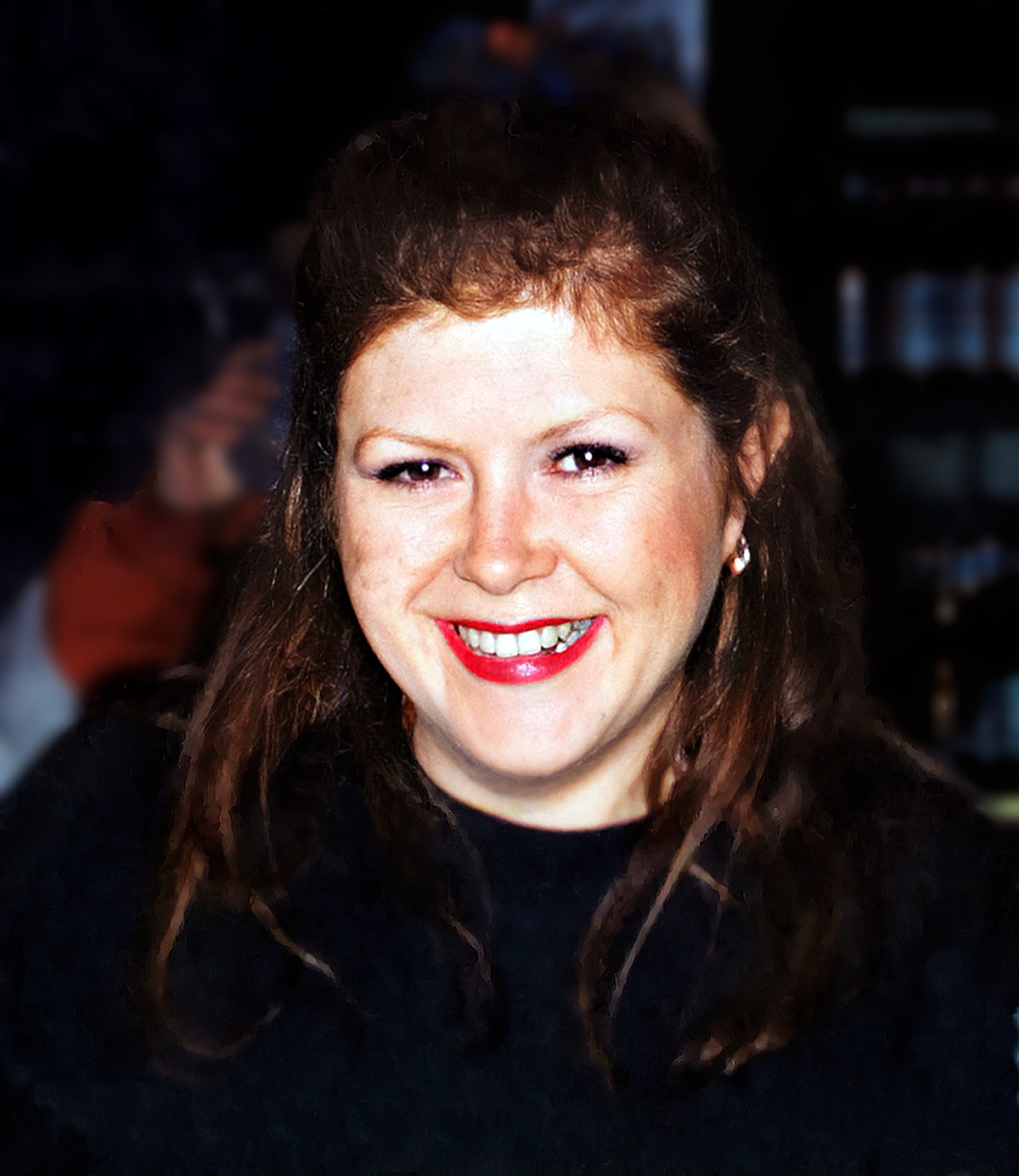

커스티 맥콜 (1959년 10월 10일 – 2000년 12월 18일)은 포크송 가수 이완 맥콜의 딸인 영국인 싱어송라이터이다. 그녀는 1980년대와 1990년대에 빌리 브랙 의 "A New England" 및 킹크스의 "Days" 커버 송과 " There's a Guy Works Down the Chip Shop Swears He's Elvis" 등 여러 히트곡을 녹음했다. 그녀의 노래 "They Don't Know"는 트레이시 울먼에 의해 큰 성공을 거두었다. 커스티는 남편인 스티브 릴리와이트가 프로듀싱한 음악도 불렀으며, 가장 유명한 것은 포그스의 "Fairytale of New York"이다. 2000년 그녀의 죽음은 Justice for Kirsty 캠페인으로 이어졌다.

## 어린 시절과 경력
커스티 맥콜은 포크 가수 이완 맥콜 (1915–1989)과 댄서 진 뉴러브(1923–2017)의 딸이다. 이완 맥콜은 영국에서 스코틀랜드인 부모 밑에서 태어났다. 맥콜과 그녀의 오빠인 해미쉬 맥콜은 크로이던에서 어머니와 함께 자랐다. Park Hill 초등학교, Monks Hill 중학교, John Newnham 고등학교에 다니며 학교 연극에 출연했다. 커스티가 태어날 당시 그녀의 아버지는 1956년부터 포크 가수, 멀티 악기 연주자 및 작곡가인 패기시거와 관계를 맺고 있었고(1989년 사망할 때까지 관계가 계속됨) 이미 그녀와 아들이 있었다.
그녀는 치스윅 레코드가 지역 펑크 록 밴드 더 드러그 애딕스(원래 투팅 프루티스라고 불렸던)의 EP를 맨디 다웃(Mandy Doubt)이라는 가명으로 맥콜의 백 보컬(The Drug Addix Make A Record)과 함께 발매했을 때 주목을 받았다. Stiff Records의 임원들은 이 밴드에 깊은 인상을 받지 못했지만, 그녀를 좋아했고 그 후 그녀와 솔로 계약을 맺었다.